# Gregor Angerer

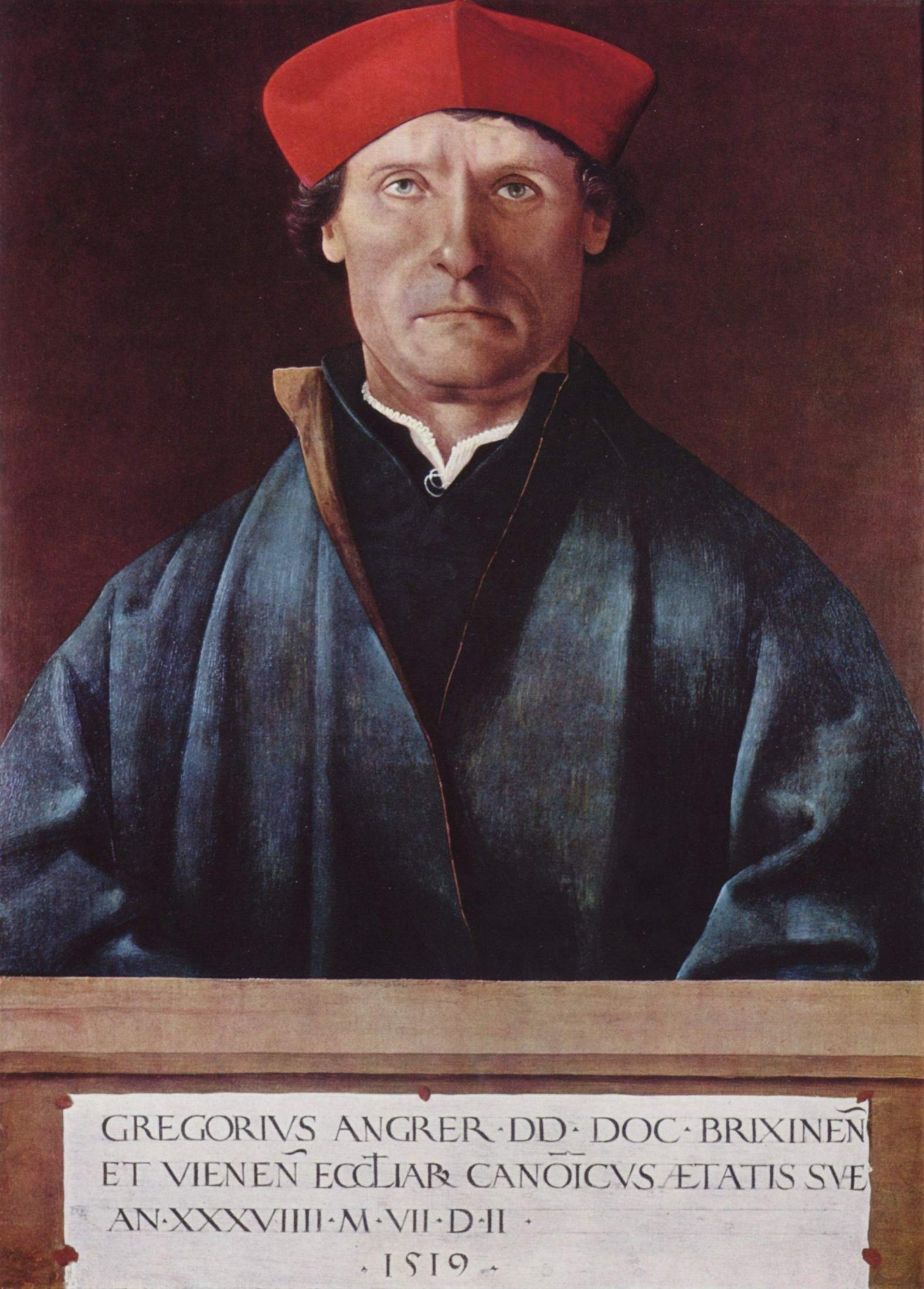
Porträt aus dem Jahr 1519

Gregor Angerer (* 1476 in Wien; † 2. April 1548 ebenda) war ein römisch-katholischer Bischof und Diplomat.

## Leben
1510 wurde Angerer Domherr in Wien. Fünf Jahre danach erfolgte die Ernennung zum Kanonikus in Brixen. Von 1527 bis 1528 war er in kaiserlichen Diensten als Gesandter in Venedig tätig. 1530 wurde er Dompropst in Brixen und Bischof von Wiener Neustadt, weil Johannes Fabri seinen Anspruch auf das Neustädter Bischofsamt ihm übertragen hatte. 1531 wurde er exkommuniziert, aber bereits 1532 rehabilitiert. Zum Wiener Domdekan wurde er 1539.

## Bischof von Wiener Neustadt
Er war nicht oft in der Stadt. Zusätzlich zum Amt in Wiener Neustadt war er Statthalter in Brixen, mehrfach Berater und Reisegefährte des Salzburger Kardinals Matthäus Lang und Prediger einer Kreuzzugsbulle gegen die Türken. Kaiser Ferdinand I. ermahnte ihn, sich häufiger seiner Diözese zu widmen; sie „kam unter solchem Regiment völlig herunter“, schreibt Georg May. 1548 sollen dort „erschreckende Zustände“ geherrscht haben.